# Bon Garcon
Bon Garcon is een Brits dj-producers-duo, bestaande uit Lonyo Engele en Kevin McPherson. Ze scoorden in de zomer van 2005 een hit met Freek U.
Kevins vader hoopte dat hij politicus zou worden en Lonyo wilde vroeger profvoetballer worden. Maar beide kwamen in de muziek terecht en na hun ontmoeting richtten ze Bon Garcon op. Het nummer kwam in twee versies op de radio. Een R&B-versie van het duo zelf en een houseversie van Full Intention. Na de hit Freek U wist het duo het succes niet meer te herhalen, en zodoende bleek de act een eendagsvlieg.

## Discografie
| Single met eventuele hitnotering(en) in de Nederlandse Top 40 | Datum van verschijnen | Datum van binnenkomst | Hoogste positie | Aantal weken | Opmerkingen             |
| ------------------------------------------------------------- | --------------------- | --------------------- | --------------- | ------------ | ----------------------- |
| Freek u                                                       | 11-5-2005             | 18-6-2005             | 16              | 6            | Dancesmash op Radio 538 |